# The Brass Bottle (Roman)

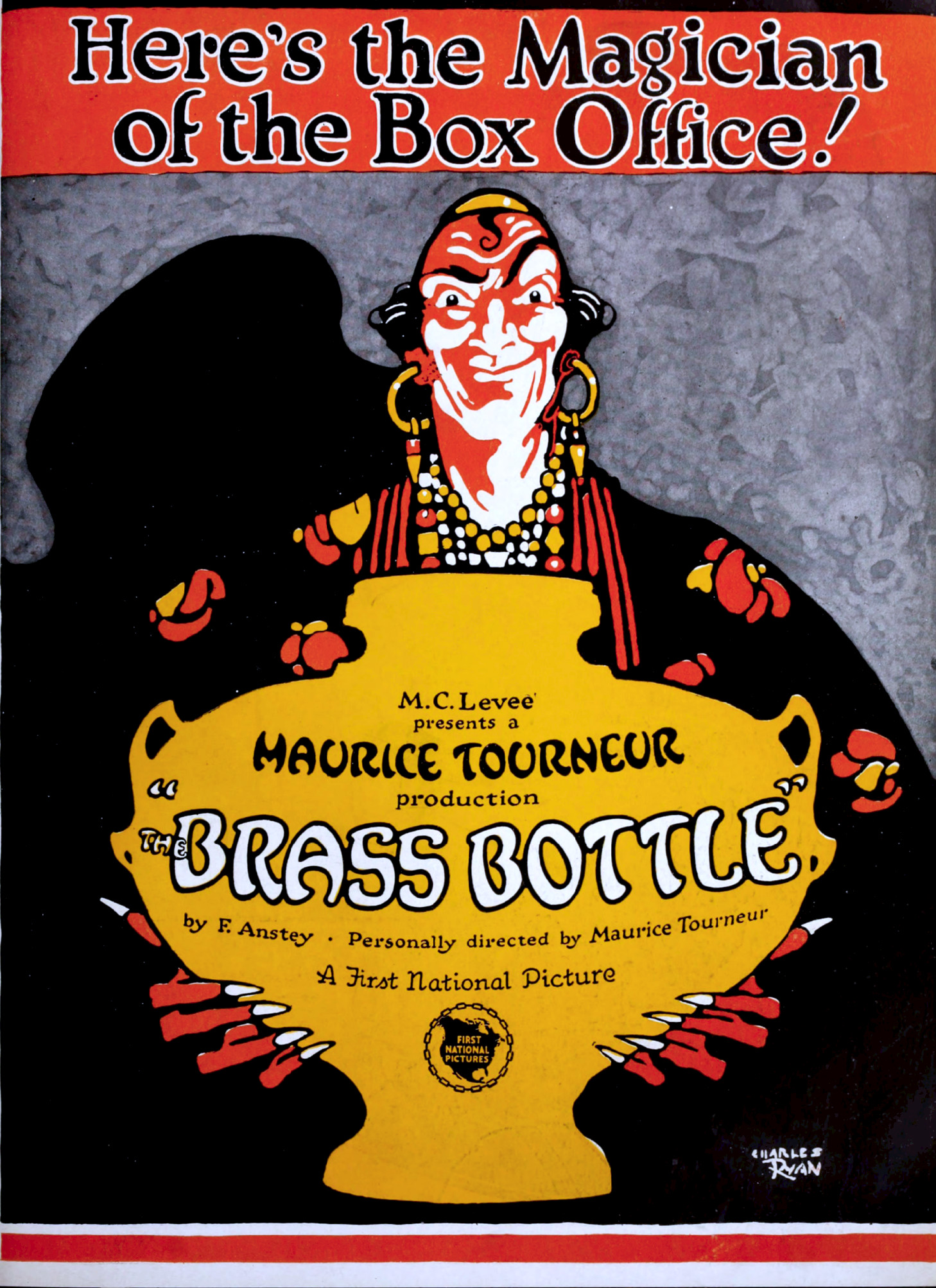
Plakat der The Brass Bottle Verfilmung von 1923.

The Brass Bottle ist ein im Jahr 1900 veröffentlichter Roman von Thomas Anstey Guthrie. In der Fantasy-Komödie befreit der Architekt Harold Ventimore versehentlich einen Dschinn. Dessen Unkenntnis der Welt des frühen 20. Jahrhunderts führt rasch zu einer Reihe von Problemen, auch mit Ventimores Freundin und deren Eltern.
Der Roman wurde mehrfach verfilmt (→ The Brass Bottle (1914), The Brass Bottle (1923) und Mein Zimmer wird zum Harem (1964)) und diente als Plagiatsinspiration für William Aubrey Darlingtons Roman Alf’s Button.

## Handlung
Der Architekt Harold Ventimore kauft einen großen antiken Behälter, in dem ein Flaschengeist namens Fakrash Alamash gefangen gehalten wird, den Harold versehentlich befreit. Fakrash ist überschwänglich dankbar für seine Freilassung und versucht immer wieder, Harold einen Gefallen zu tun, um seine Dankbarkeit zu zeigen. Allerdings war er lange Zeit in der Messingflasche, und Fakrashs Unvertrautheit mit der modernen Welt verursacht alle möglichen Probleme, wenn er versucht, seinem Retter zu gefallen. Harold gerät in große Schwierigkeiten, auch mit seiner Freundin Sylvia Kenton.

## Hintergrund
Der Roman greift auf Elemente der bekannten Tausendundeine-Nacht-Geschichte Aladin und die Wunderlampe (ANE 346, → Tausendundeine Nacht – Liste der Geschichten) zurück wie den Lampengeist und Versuche mit dessen Hilfe Ventimores Freundin, bzw. deren Eltern für sich zu gewinnen.

## Rezeption
„Als Alf’s Button seinen enormen Erfolg hatte, zuerst als Roman und dann als Film, war es erstaunlich, dass niemand, soweit ich mich erinnere, darauf hinwies, dass es alles F. Ansteys Buch The Brass Bottle verdankte... Ansteys Horace Ventimore wollte einfach nur von dem elenden Dschinn wegkommen, der ihm ständig Kamelle voller Rubine schenkte, Alfs Phantasie ging nicht weiter als bis zu Odalisken und Bierkrügen...“ - George Orwell, 1941.

## Adaptionen

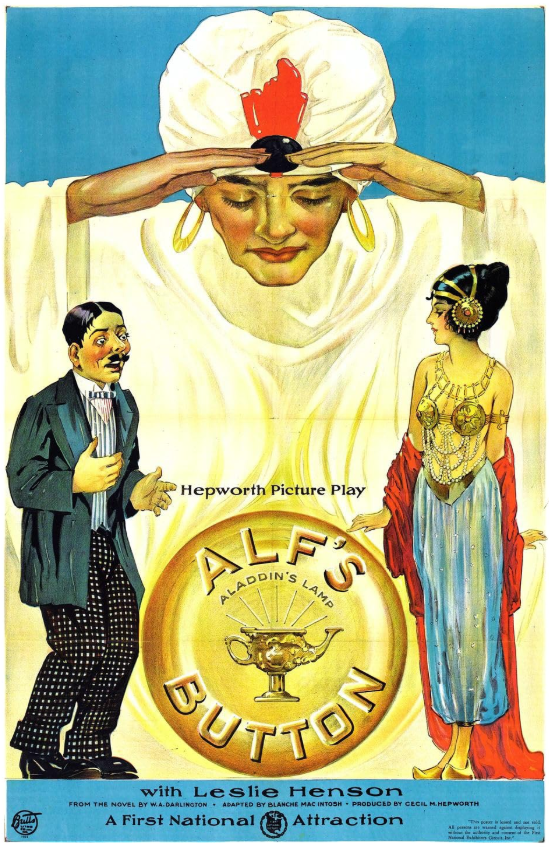
Filmposter von Alf’s Button, 1920, basierend auf dem gleichnamigen Roman und Ideenplagiat von William Aubrey Darlington, 1920.

### Verfilmungen
The Brass Bottle wurde dreimal verfilmt, zunächst 1914 im Vereinigten Königreich (→ The Brass Bottle (1914)), 1923 erstmals in den USA (→ The Brass Bottle (1923)) und 1964 zum zweiten Mal (→ Mein Zimmer wird zum Harem).